# Stepan Sjevtjuk
Stepan Sergejevitj Sjevtjuk (ryska: Степан Сергеевич Шевчук), född den 6 februari 1977, är en rysk kanotist.
Han tog bland annat VM-brons i K-4 200 meter i samband med sprintvärldsmästerskapen i kanotsport 2006 i Szeged.